# Sodo (ort i Etiopien)
Sodo är en ort i Etiopien.   Den ligger i regionen Southern Nations, i den centrala delen av landet, 260 km söder om huvudstaden Addis Abeba. Sodo ligger 2 174 meter över havet och antalet invånare är 86 050.
Terrängen runt Sodo är kuperad österut, men västerut är den platt. Runt Sodo är det tätbefolkat, med 343 invånare per kvadratkilometer. Sodo är det största samhället i trakten. Omgivningarna runt Sodo är en mosaik av jordbruksmark och naturlig växtlighet.